# Guitarra de canya
La guitarra de canya (o guitarra d'ossos, escaleta) és un instrument que com diu el nom una part està constituït per canya i va penjada al coll. Per tocar-la es frega amb dues baquetes més o manco fines de dalt a baix. Depenent del tros de la canya on fregues pot donar un so diferent. És un instrument rítmic, és a dir, de percussió. Es pot trobar principalment a Catalunya i països mediterranis, com Mallorca.